# AK-74
AK-74 (tiếng Nga: Автомат Калашникова 74 - Avtomat Kalashnikova 74) là phiên bản hiện đại hóa của súng trường AKM được phát triển từ năm 1974. AK-74 sử dụng loại đạn 5,45×39mm M74 thay vì loại đạn 7,62×39mm M43 như AK-47 và AKM để tăng độ chính xác khi bắn liên tục do cỡ đạn nhỏ hơn và ít thuốc súng hơn giúp giảm độ giật. So với AK-47, AK-74 có độ chính xác cao hơn và trọng lượng nhẹ hơn giúp tăng khả năng cơ động. AK-74 bắt đầu được sản xuất hàng loạt từ năm 1976.

## Thiết kế
Ban đầu, AK-74 được sản xuất hạn chế để trang bị cho các lực lượng đặc biệt của Quân đội Liên Xô. Súng được thay thế các bộ phận bằng gỗ (ở AK-47 và AKM) bằng hỗn hợp nhựa đen (năm 1990) hoặc nâu (ở bản AK-74); một số bộ phận truyền động (thoi đẩy, khóa nòng, hộp tiếp đạn, vỏ súng) không dùng thép mà dùng hợp kim. Các cải tiến này làm cho trọng lượng của súng nhẹ đi. Chiều dài của súng được nâng lên (943 mm so với 870 mm của AK-47) tăng khả năng chính xác, giảm đáng kể tiếng ồn cùng độ giật so với AK-47. Ngoài ra, AK-74 cũng được lắp đặt thêm chụp bù giật đầu nòng kiểu mới khiến độ chụm đạn khi bắn cao hơn hẳn so với AK-47 và AKM.

## Ưu điểm
Do đạn nhỏ hơn nên một xạ thủ có thể mang được lượng đạn nhiều gấp 1,5 lần so với AK-47. Vì vậy, thời gian duy trì hỏa lực nhanh và mạnh hơn AK-47. Cũng do súng nhẹ nên những binh sĩ sử dụng khẩu súng này sẽ dễ dàng mang vác, xoay trở, cơ động hơn trên chiến trường.
Một ưu điểm khác mà nhiều người thường nhầm lẫn, đó là đạn của AK-74 thực sự mạnh hơn đạn của AK-47. Trên thực tế, đạn 5,45x39mm M74 khi bay trong không khí có độ ổn định không cao, có nghĩa là khi xuyên qua cơ thể, viên đạn không đi theo một đường thẳng mà văng ra theo hướng khác, đồng thời sức xuyên phá kém khiến viên đạn kẹt trong cơ thể, làm cho các mảnh đạn vỡ tung trực tiếp trong cơ thể, tàn phá nội tạng của nạn nhân một khi đã trúng đạn. Việc chữa trị các vết thương như vậy đương nhiên sẽ cần nhiều công sức hơn, và nguy cơ cao là nạn nhân sẽ gặp nhiều di chứng hoặc tàn tật. Ngược lại, đạn 7,62x39mm M43 của AK-47 có độ ổn định tốt hơn và sức xuyên phá lớn hơn, khiến cho những viên đạn thường "bay thẳng" ra khỏi cơ thể nạn nhân - theo đúng nghĩa đen - và do đó các vết thương thường không thực sự gây ra quá nhiều thương tích trên cơ thể nạn nhân.

## Nhược điểm
Do thu nhỏ cỡ đạn từ 7,62 mm xuống 5,45 mm, thậm chí nhỏ hơn cỡ đạn tương tự của NATO (5,56 mm), nên mặc dù có sơ tốc đầu nòng lớn hơn AK-47 nhưng thời gian duy trì động năng của đạn ngắn hơn AK-47, dẫn đến tầm bắn sát thương giảm xuống chỉ còn bằng 3/4 so với AK-47 và khả năng xuyên giáp của đạn bị giảm đi đáng kể. Trong cuộc đối đầu với quân phiến loạn ở Chechnya - Ingushetiya năm 1996, nhược điểm của việc sử dụng AK-74 với loại đạn 5,45 mm khá rõ ràng so với AK-47 sử dụng cỡ đạn 7,62 mm. Mặt khác, sự tiến bộ khoa học đã giúp các bộ áo giáp chống đạn ngày càng chắc chắn hơn khiến các loại đạn cỡ nhỏ mất đi hiệu quả. Những điều này đã làm một số viên chức trong Quân đội Nga có ý kiến muốn quay lại sử dụng loại đạn 7,62 mm. Vì vậy vào năm 1994, khẩu súng trường AK-103 đã được thiết kế để sử dụng loại đạn 7,62x39mm M43 của AK-47 và AKM.

## Các biến thể

### AKS-74

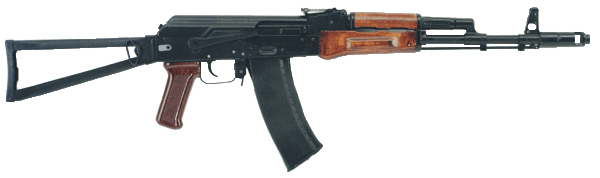
AKS-74

Đây là phiên bản báng gập của AK-74. Chữ S là viết tắt của skladnoy, trong tiếng Nga nghĩa là "gấp lại". Báng của AKS-74 là một khung kim loại hình tam giác, có thể gấp ngang ép vào phía trái thân súng.

### AKS-74U

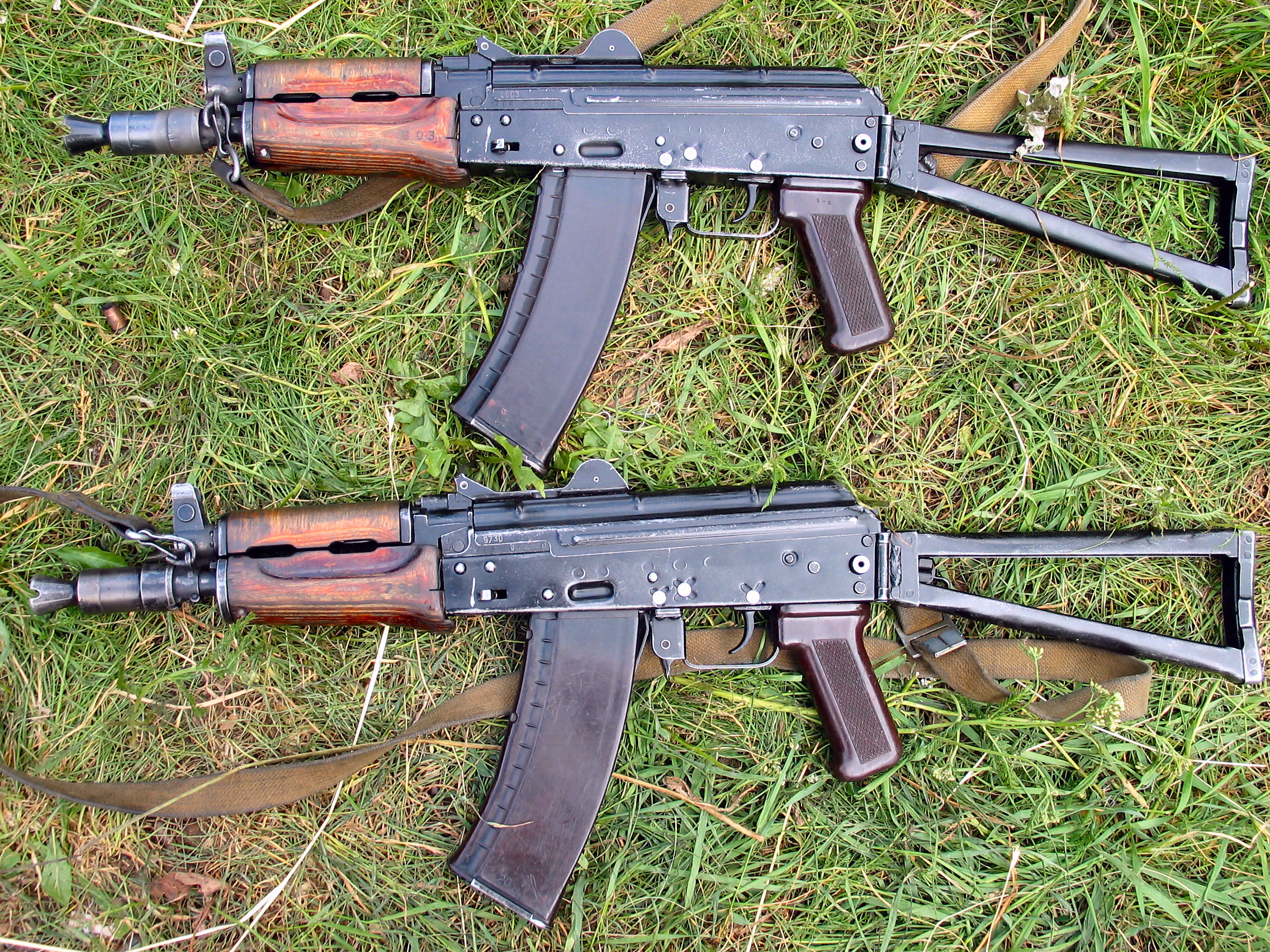
AKS-74U

AKS-74U có kiểu dáng báng gấp và nòng ngắn để giảm chiều dài nhưng vẫn giữ được uy lực như một khẩu súng tiểu liên. Chữ U là viết tắt của ukorochenniy, trong tiếng Nga nghĩa là "rút ngắn". AKS-74U được xem như là một thứ vũ khí cá nhân lợi hại khi tấn công tầm gần để bảo vệ máy bay hoặc xe tăng của lục quân, nó còn trở nên lợi hại hơn nữa khi được trang bị cho các lực lượng đặc biệt.

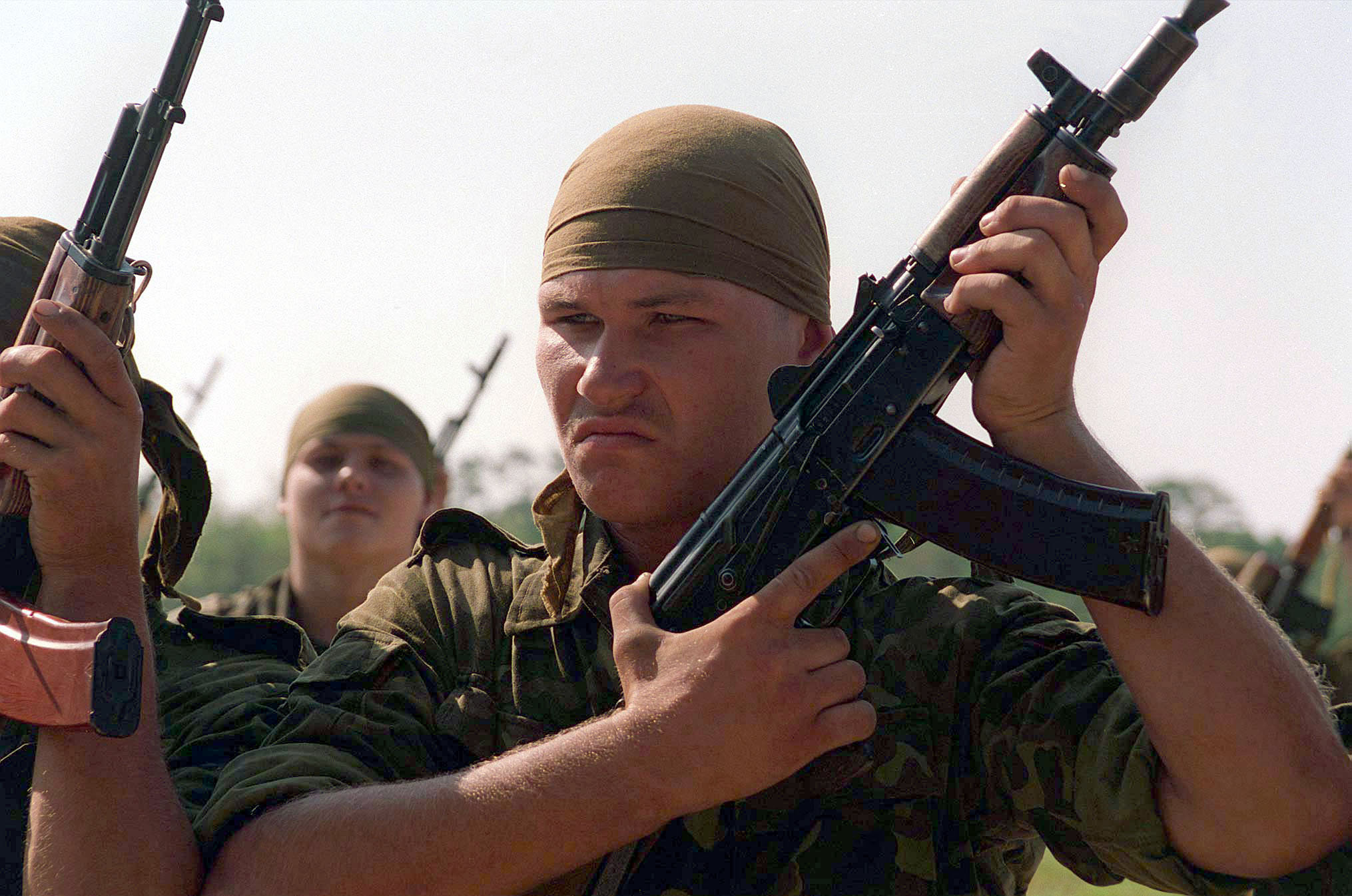
Lực lượng Thủy quân lục chiến Ukraine với những khẩu AKS-74U năm 1996.

AKS-74U có tốc độ bắn nhanh nhưng lại có độ giật cao. Không hiệu quả ở tầm xa nhưng AKS-74U lại đạt hiệu quả tốt ở cự li gần. Ngày nay, người ta còn gắn thêm giá đỡ và đèn cho súng dùng để bắn cố định khi vào ban đêm như khẩu AKS-74UN. Tuy nhiên AKS-74U không gắn được lưỡi lê do đặc điểm nòng ngắn và loa che lửa đặc biệt của nó.

### AK-74M
Đây là phiên bản cải tiến của AK-74, ra đời vào năm 1991. M là viết của "modernizirovanniy" nghĩa là "hiện đại hóa". Ngoại trừ một vài chi tiết được cải tiến và củng cố chi tiết giảm giật và ngăn bụi, sự thay đổi chủ yếu là chất liệu nhựa tổng hợp và sợi carbon thay thế cho chất liệu gỗ và kim loại để làm súng nhẹ hơn và bền hơn về mặt cơ học.

### Các dòng AK-10x
Từ năm 1994, Nga đã chủ trương chế tạo các phiên bản AK khác nhau để phục vụ cho nội địa và xuất khẩu, đặc biệt và với những quốc gia trong khối Đông Âu gia nhập NATO vốn có nhu cầu sử dụng loại súng tiêu chuẩn quen thuộc và tin cậy như AK-74 nhưng lại có thể sử dụng được loại đạn 5,56x45mm tiêu chuẩn của NATO.
| Phiên bản | Đặc điểm                                                                       | Kích thước ф đầu đạn х độ dài đạn (mm) | Độ dài toàn bộ/ Độ dài khi gập báng (mm) | Chiều dài nòng súng (mm) | Trọng lượng (hộp đạn rỗng) (kg) | Tốc độ bắn lý thuyết (phát/phút) | Tầm bắn sát thương | Sơ tốc đầu đạn (m/giây) |
| --------- | ------------------------------------------------------------------------------ | -------------------------------------- | ---------------------------------------- | ------------------------ | ------------------------------- | -------------------------------- | ------------------ | ----------------------- |
| AK-101    | Phiên bản xuất khẩu, dùng cỡ đạn 5,56x45mm chuẩn NATO                          | 5,56×45                                | 943/700                                  | 415                      | 3,6                             | 600                              | 1000               | 910                     |
| AK-102    | Phiên bản AK-101 nòng ngắn                                                     | 5,56×45                                | 824/586                                  | 314                      | 3,2                             | 600                              | 500                | 850                     |
| AK-103    | Phiên bản xuất khẩu, dùng đạn 7,62x39mm M43                                    | 7,62×39                                | 934/705                                  | 415                      | 3,6                             | 600                              | 1000               | 715                     |
| AK-104    | Phiên bản AK-103 nòng ngắn                                                     | 7,62×39                                | 824/586                                  | 314                      | 3,2                             | 600                              | 500                | 670                     |
| AK-105    | Phiên bản tương tự AK-74                                                       | 5,45×39                                | 824/586                                  | 314                      | 3,2                             | 600                              | 500                | 840                     |
| AK-107    | Phiên bản mới của AK-105 với hệ thống lên đạn kiểu lùi tự động cân bằng (BARS) | 5,45×39                                | 943/700                                  | 415                      | 3,8                             | 850                              | 1000               | 900                     |
| AK-108    | Phiên bản AK-107 dùng cỡ đạn của NATO                                          | 5,56×45                                | 943/700                                  | 415                      | 3,8                             | 900                              | 1000               | 910                     |

### AN-94
Từ năm 1994, một phiên bản phát triển hoàn toàn mới dựa trên AK-74 được ra đời với tên gọi AN-94, do Gennady Nikonov thiết kế. Súng có hình dạng tương tự như AK-74, có thể gắn thêm một súng phóng lựu cỡ nhỏ (GP-30) phía dưới nòng chính. Tuy nhiên, cơ chế hoạt động của AN-94 phức tạp hơn rất nhiều, gần như khác biệt hoàn toàn với AK-74.

## Các quốc gia sử dụng

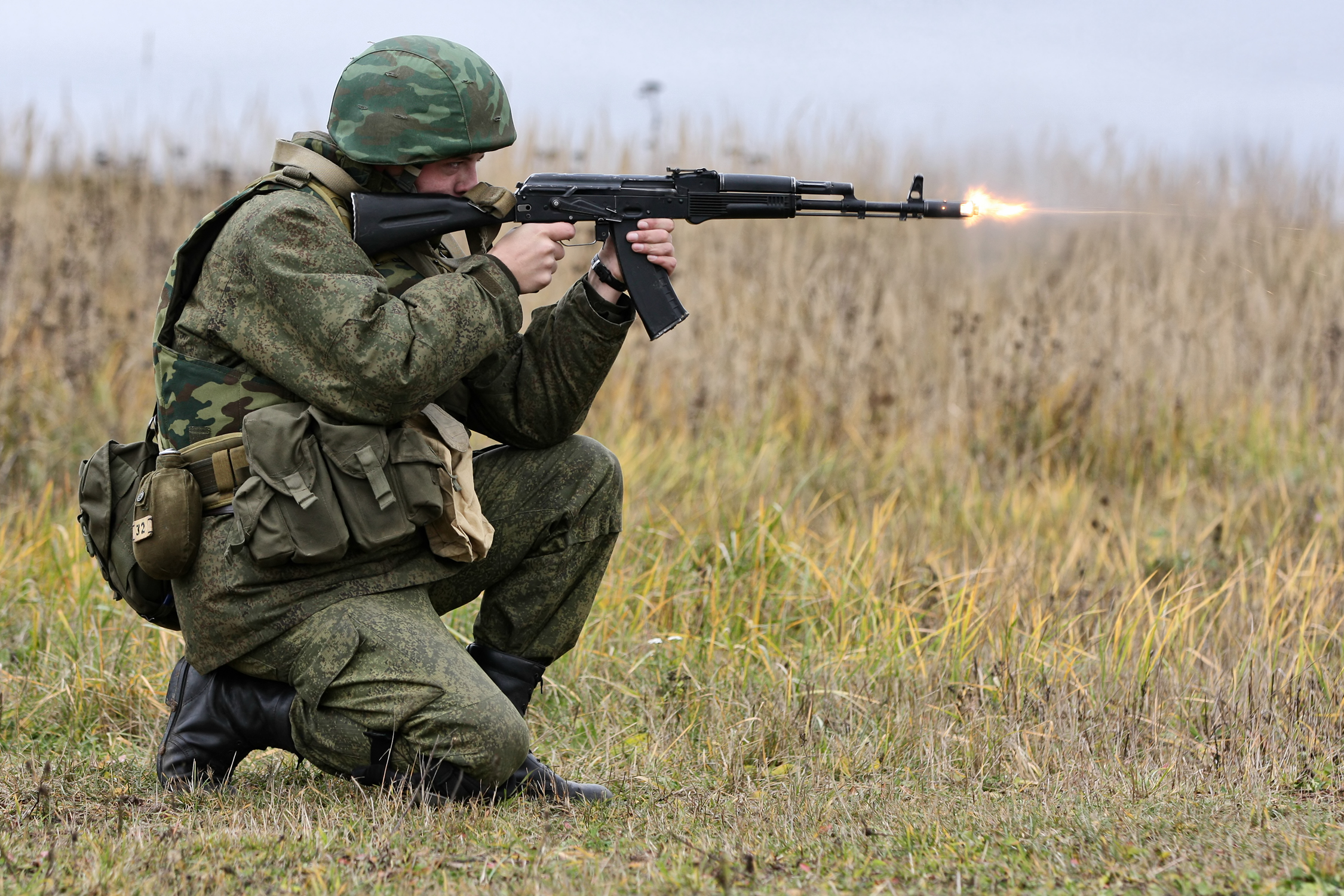
Người lính Nga diễn tập với súng AK-74

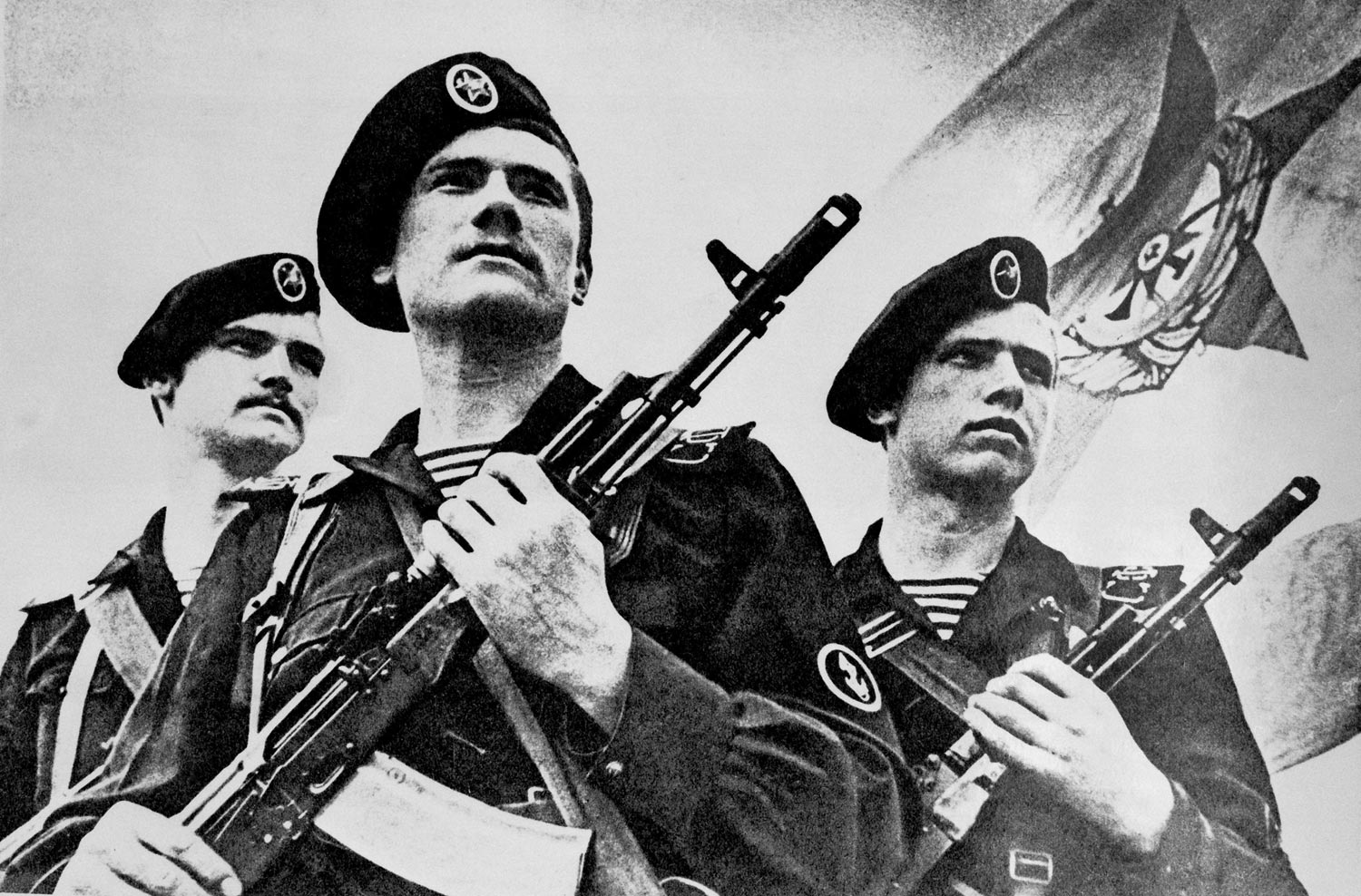
Những người lính Hải quân Liên Xô đang cầm AK-74.

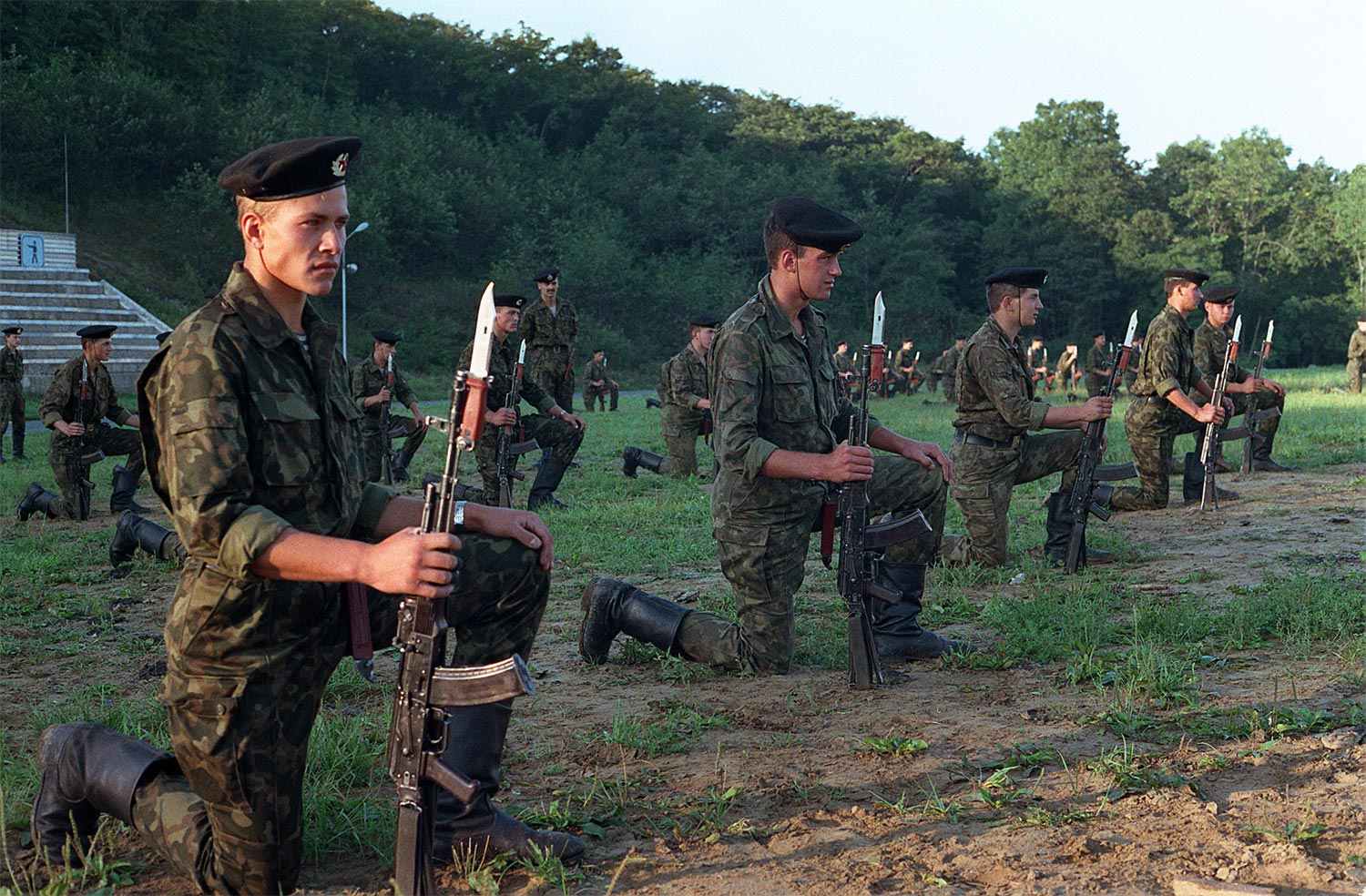
Những người lính Hải quân Liên Xô đang cầm AKS-74.

- Afghanistan: Nằm trong kho sau Chiến tranh Liên Xô - Afghanistan (1979 - 1989).
- Angola: AK-74M được sử dụng bởi các lực lượng vũ trang của tổ chức FAPLA.
- Armenia
- Azerbaijan: AK-74M được sản xuất theo giấy phép của Bộ Công nghiệp Quốc phòng Azerbaijan
- Belarus
- Bulgaria: Sản xuất tại xưởng chế tạo vũ khí J.S.Co với cái tên AR-M1.
- Burundi: Được sử dụng bởi phiến quân Burundi.
- Tchad
- Cộng hòa Síp: AK-74M được Vệ binh Quốc gia Síp sử dụng.
- Cuba: Súng trường tấn công tiêu chuẩn.
- Estonia
- Georgia: Được sử dụng cùng với súng carbine M4 đang phục vụ ở Georgia. Đang dần bị loại bỏ bởi súng trường AR-15
- Trung Quốc: Sản xuất một phiên bản (không có bản quyền) của AK-74, sử dụng cỡ đạn 5,56x45mm NATO mang tên Kiểu 88. Phiên bản này chỉ dành cho xuất khẩu và không được trang bị cho Quân Giải phóng Nhân dân Trung Quốc.
- Hy Lạp: AK-74M
- Guatemala: AKS-74U
- Bờ Biển Ngà
- Kazakhstan
- Kyrgyzstan
- Latvia
- Lebanon: Được sử dụng bởi Cảnh sát.
- Libya
- Litva: AKS-74 và AK-74M
- Madagascar
- Moldova
- Mông Cổ
- Ấn Độ: Sản xuất với giấy phép không hạn chế tại Nhà máy Súng trường Trichy.
- Myanmar
- Nigeria
- Cộng hòa Dân chủ Nhân dân Triều Tiên: Sử dụng loại Kiểu 88 của Trung Quốc.
- Pakistan
- România: Sử dụng phiên bản được thiết kế và cải tiến trong nước mang tên PA md. 86 (Puşcă Automată model 1986). Phát triển và sản xuất bởi RomArm (trước đây mang tên Regia Autonomă pentru Producţia de Tehnică Militară, viết tắt là RATMIL).
- Nga: Phiên bản AK-74M hiện là súng trường phục vụ chính trong Lực lượng Vũ trang Liên bang Nga.
- Rwanda
- Somalia: AK-74 và AK-74M
- Syria
- Tajikistan
- Turkmenistan
- Ukraine
- Uzbekistan
- Việt Nam: Chỉ sử dụng cho một số lực lượng tinh nhuệ vì AK-74 sử dụng loại đạn 5.45x39mm thay vì loại đạn 7.62x39mm vốn được sử dụng rộng rãi trong Quân đội
- Yemen
- Syria
- Zambia

### Các quốc gia đã từng sử dụng
- Liên Xô
- Cộng hòa Dân chủ Đức: Phiên bản MPi-AK-74N, MPi-AKS-74N, MPi-AKS-74NK, sản xuất bởi các nhà máy vũ khí quốc doanh, không còn sử dụng sau khi nước Đức thống nhất.
- Nam Tư
- Tiệp Khắc

### Các quốc gia được công nhận hạn chế
- Abkhazia
- Cộng hòa Nhân dân Donetsk
- Cộng hòa Nhân dân Luhansk
- Nam Ossetia
- Transnistria

1. ↑  Woźniak, Ryszard (2001). Encyklopedia najnowszej broni palnej — tom 1 A-F [Encyclopedia of the Latest Firearms — Volume 1 A-F]. Warsaw: Bellona. tr. 25. ISBN 978-8-31109-149-8.
2. ↑  "Официальный сайт группы предприятий "ИЖМАШ"". www.izhmash.ru. Lưu trữ bản gốc ngày 7 tháng 11 năm 2013. Truy cập ngày 25 tháng 4 năm 2025.
3. ↑  "Wayback Machine" (PDF). www.military-today.com. Bản gốc (PDF) lưu trữ ngày 11 tháng 11 năm 2020. Truy cập ngày 25 tháng 4 năm 2025.
4. ↑  "AK-74 Assault Rifle | Military-Today.com". web.archive.org. ngày 9 tháng 1 năm 2015. Bản gốc lưu trữ ngày 9 tháng 1 năm 2015. Truy cập ngày 25 tháng 4 năm 2025.{{Chú thích web}}:  Quản lý CS1: bot: trạng thái URL ban đầu không rõ (liên kết)
5. ↑  Hogg, Ian; Weeks, John (2000). Military Small Arms of the 20th Century (7th ed.). Iola, Wisconsin: Krause Publications. ISBN 0-87341-824-7.
6. ↑  "Compensator, US made for AK-74 (5.45x39 and 5.56x45 calibers), 24x1.5mm right-hand threads | K-Var Corp". web.archive.org. ngày 10 tháng 1 năm 2019. Bản gốc lưu trữ ngày 10 tháng 1 năm 2019. Truy cập ngày 25 tháng 4 năm 2025.{{Chú thích web}}:  Quản lý CS1: bot: trạng thái URL ban đầu không rõ (liên kết)
7. ↑  Fackler, Martin L.; Surinchak, John S.; Malinowski, John A.; Bowen, Robert E. (tháng 3 năm 1984). "Wounding Potential of the Russian AK-74 Assault Rifle". Journal of Trauma and Acute Care Surgery (bằng tiếng Anh). Quyển 24 số 3. tr. 263. doi:10.1097/00005373-198403000-00014. ISSN 2163-0755.
8. ↑  "The Russians are coming! The Russians are coming! Or maybe the Polish. - Free Online Library". www.thefreelibrary.com. Truy cập ngày 25 tháng 4 năm 2025.
9. ↑  Miles (ngày 27 tháng 4 năm 2016). "The Krinks that never were, AKSU trial rifles". thefirearmblog.com (bằng tiếng Anh). Truy cập ngày 25 tháng 4 năm 2025.
10. ↑  Miles (ngày 12 tháng 2 năm 2016). "Experimentation, use, and variants of the Russian AKS74U". thefirearmblog.com (bằng tiếng Anh). Truy cập ngày 25 tháng 4 năm 2025.
11. ↑  "An improved Kalashnikov rifle will be on display at the Victory Day Parade". www.rostec.ru. Bản gốc lưu trữ ngày 14 tháng 3 năm 2022. Truy cập ngày 25 tháng 4 năm 2025.